# Скафандр «Орлан»
Скафандр «Орлан» — тип космічного скафандра, створений в СРСР для здійснення безпечного перебування і роботи космонавта у відкритому космосі. Був розроблений НВП «Зірка», зазнав декілька модифікацій і удосконалень. В наш час[коли?] модифікований варіант космічного скафандра «Орлан» забезпечує роботу космонавтів на МКС при здійсненні ними діяльності у відкритому космосі.

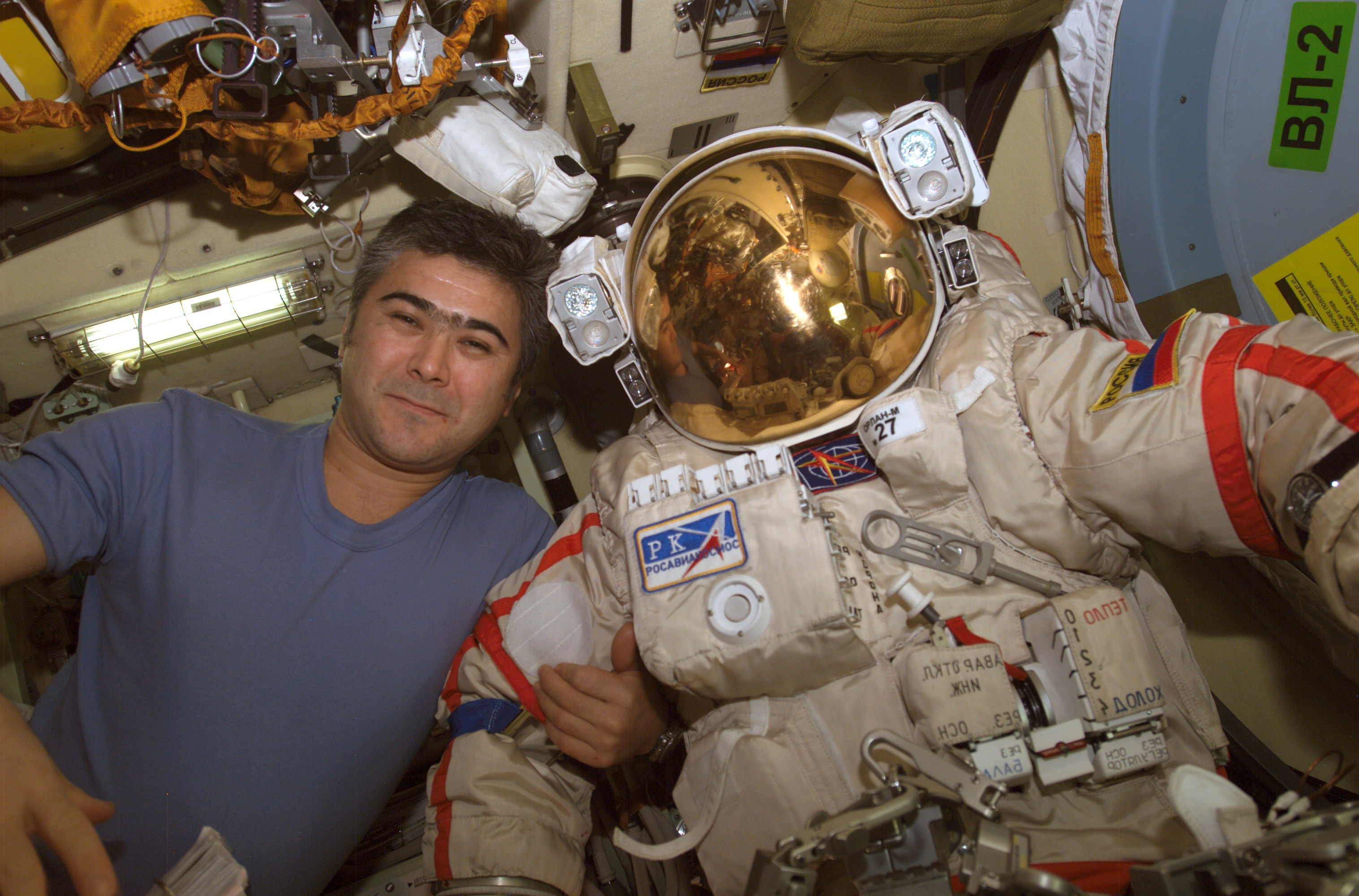
Космонавт Шаліжан Шаріпов поруч зі скафандром «Орлан-М».

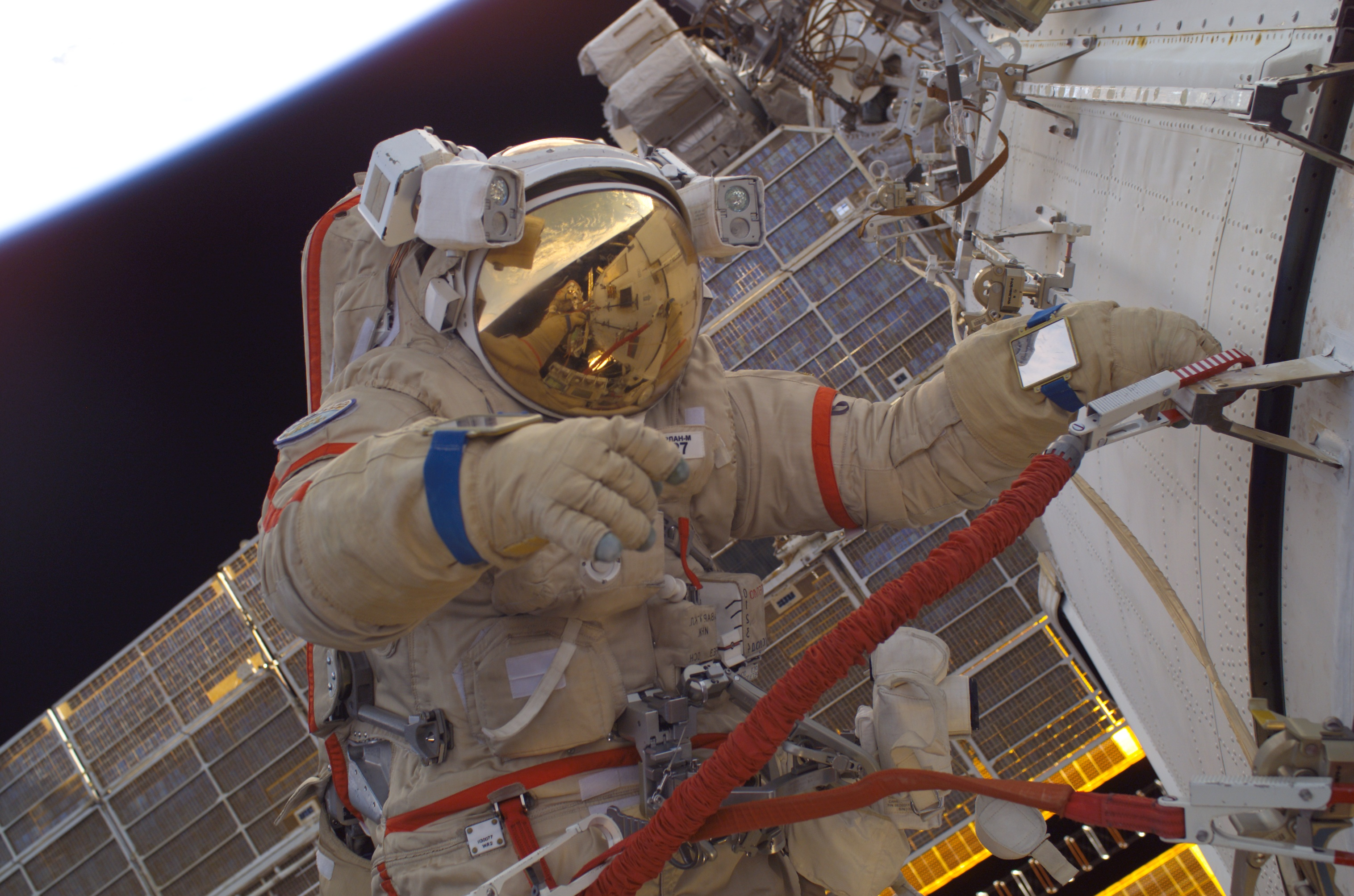
Космонавт Сергій Крикальов під час виходу у відкритому космосі в скафандрі «Орлан-М».

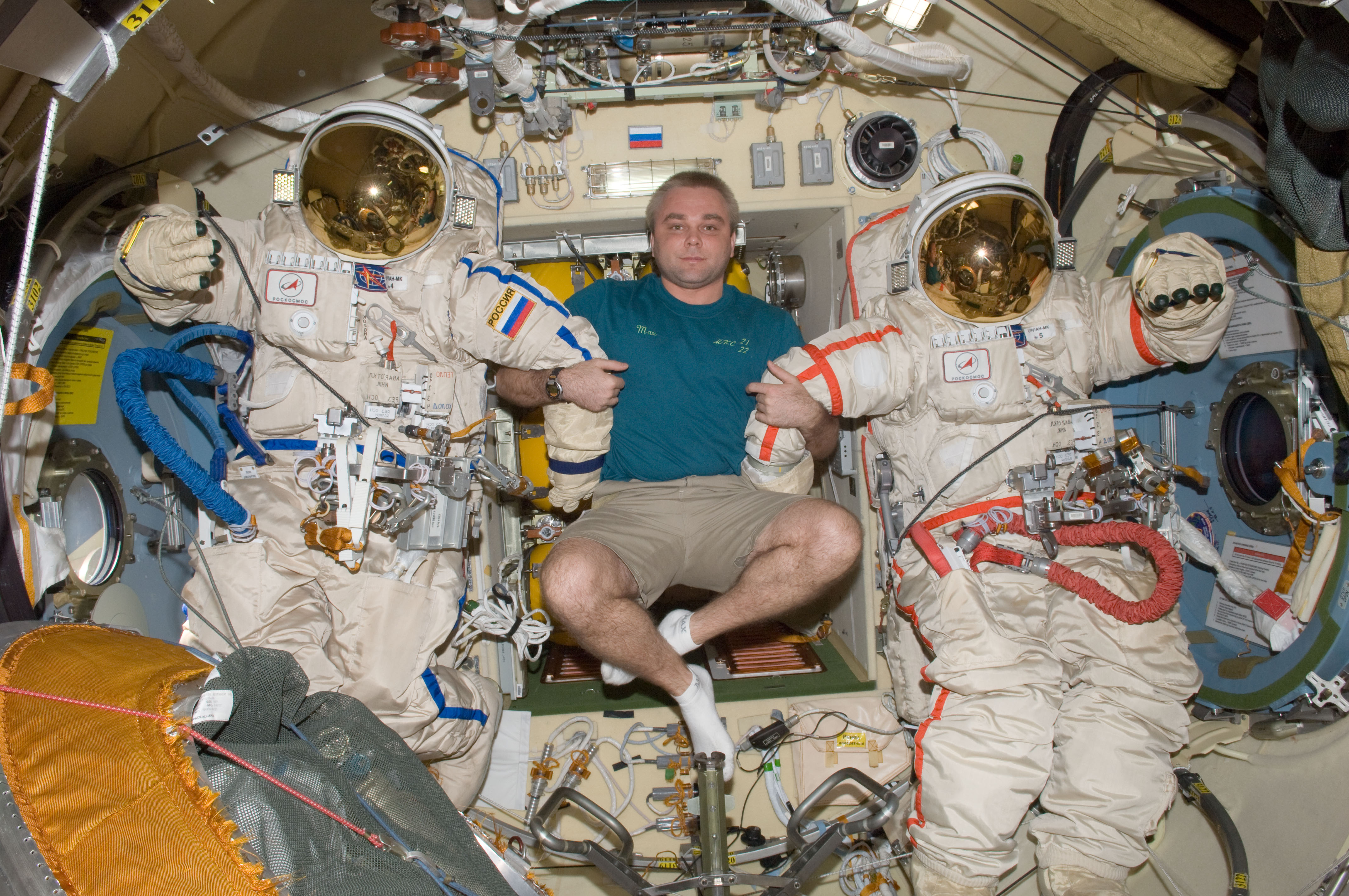
Космонавт Максим Сураєв поряд з двома моделями Орлан-МК на Міжнародній космічній станції

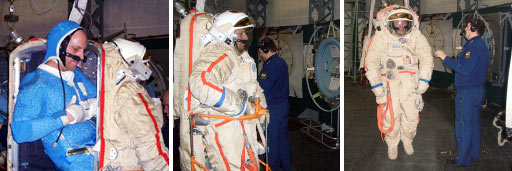
Клейтон Андерсон входить в скафандр Орлан-М через задній люк. (НАСА)

## Історія створення
На початку 1960-х років перед фахівцями НВП «Зірка» була поставлена задача розробки скафандра для радянської місячної програми. Були запропоновані два варіанти: вже відпрацьована на скафандрах «Беркут», «Яструб» і «Сокіл» конструкція з м'якого скафандра і навісного ранця або напівжорстка конструкція з вбудованим ранцем. У ході порівняльного аналізу переваг і недоліків цих двох конструкцій було прийнято рішення на користь напівжорсткий схеми і до 1969 такий скафандр, названий «Кречет», пройшов повний цикл випробувань.
Радянською місячної програмою передбачалося творення 2 типів скафандрів стоворених на одній базі. Для програми Н1-Л3 були створені скафандри «Кречет», та «Орлан».
Перший скафандр призначається для командира Місячного корабля (ЛК), а другий — для командира місячного орбітального корабля (ЛОК).
Однак після згортання місячної програми були припинені і роботи з скафандрами. Напрацьовані по «Кречету» технічні рішення, зокрема напівжорстка конструкція були знову затребувані з початком робіт по створенню довготривалих орбітальних станцій «Салют». Існуючі скафандри для позакорабельной діяльності типу «Беркут» або «Яструб» не володіли можливістю підгонки і отже для кожного нового члена екіпажа станції їх необхідно було виготовляти і запускати в космос, що було неефективно при обмежених можливостях вантажних кораблів «Союз» і «Прогрес». Таким чином і з'явилися перші скафандри орбітального базування «Орлан». Завдяки напівжорсткій конструкції індивідуальними були лише рукавички скафандра, які доставлялися екіпажем, у той час як самі скафандри постійно знаходилися на станції. Перший вихід у відкритий космос у нових скафандрах був здійснений на станції «Салют-6» космонавтами Г. І. Гречко і Ю. В. Романенко 20 грудня 1977.

## Модифікації
базова модель скафандра Орлан може бути у відкритому космосі 5 годин.

### Орлан-Д
Спеціально для обслуговування станцій «Салют-6» та «Салют-7» була розроблена модифікація «Орлан-Д». використовувалася ця модель з 1977 по 1984 роки.

### Орлан-ДМ
Скафандр «Орлан-ДМ» напівжорсткого типу, модифікація скафандра «Орлан-Д». У ньому були модифіковані і переукомплектовани окремі елементи системи забезпечення життєдіяльності (МОР), розроблений і введений об'єднаний пульт управління МОР, введені аварійний кисневий шланг і захисна каска. Надійність скафандра збільшена за рахунок застосування нових матеріалів. Електроживлення, радіозв'язок, знімання телеметруючих параметрів здійснюється за допомогою електрофала (довжиною 20 м).
Експлуатувався скафандр «Орлан-ДМ» з 1985 по 1988 на космічних станціях Салют-7 та «Мир» поліпшена версія скафандра «Орлан-Д». З Збільшенням тривалості позакорабельної діяльності виникла необхідність збільшення кисневого запасу. в Даній модифікації його збільшели до 6 годин. Було здійснено 5 парних виходів.

### Орлан-ДМА
Скафандр «Орлан-ДМА» відрізняється від попередника за багатьма параметрами. У першу чергу — більш удосконаленою СЖЗ і кіраси: її нижня частина отримала спеціальний фланець, який дозволяв від'єднувати і замінювати м'які штанини у разі їх пошкодження або зносу. Також було зменшено її внутрішній об'єм і змінена конструкція переднього замку для кріплення скафандра. Для збереження тиску в скафандрі у разі пошкодження рукавичок введені спеціальні манжети. Скафандр «Орлан-ДМА» у процесі ПКД міг використовуватися без застосування електричного кабелю, який пов'язував його з бортовими системами ОС «„Мир“». Для цього він комплектувався двома страхувальними фалами і спеціальним знімним блоком, що містить джерело електроживлення, блоки радіотелеметричної системи та антенно-фідерного пристрою. Власне радіоантена була вбудована в конструкцію верхнього одягу скафандра.
Система радіозв'язку забезпечувала двосторонній зв'язок з ОК «„Мир“» і між космонавтами в процесі ВКД. Для використання скафандра спільно з пристроєм переміщення космонавта (УПК-індекс-«21КС», про нього трохи нижче) до складу спорядження введений спеціальний додатковий страхувальний трос. На зовнішній оболонці скафандра змонтована антена. Перший вихід у скафандрі «Орлан-ДМА» здійснили 20 жовтня 1988 В. Г. Тітов і М. Х. Манар.

## Перехідний етап
Скафандри «Орлан-Д» і «Орлан-ДМ» були пов'язані з бортовими системами многопроводним кабелем, за яким здійснювалися електроживлення систем скафандрів, радіозв'язок і передача телеметричної інформації про роботу скафандрів та стан космонавта. Наявність зв'язку скафандра з бортом станції за допомогою кабелю було прийнятно при проведенні космонавтами робіт на її поверхні поблизу від шлюзової камери.
Найбільш велика модифікація була проведена з присвоєнням скафандрі індексу «Орлан-ДМА», при якій було збільшено час автономної роботи СК (до 6 годин) і внесений ряд принципових змін в його конструкцію. На відміну від скафандра «Орлан-ДМ» скафандр «Орлан-ДМА» на ОС «Мир» міг використовуватися без застосування електричного кабелю, що зв'язує його з бортовими системами станції. Для цього він комплектувався двома страхувальними фалами і спеціальним знімним блоком, що містить джерело електроживлення, блоки радіотелеметричної системи та антенно-фідерного пристрою. Власне радіоантена була вбудована в конструкцію верхнього одягу скафандра.
Доісвід здобутий при ксплуатації даних типів скафандрів був використаний для створення нового типу скафандра, який дозволяв ще ширше розкрити можливості космонавта в ВКП.

## Орлан-М для ОС «МИР»
«Орлан-ДМА» з метою розширення діапазону регулювання антропометричних характеристик скафандра, підвищення рухливості, надійності та збільшення тривалості автономної роботи піддався модернізації.
У результаті з'явився скафандр «Орлан-М», відмінності якого від попередників полягають в наступному:
- — Збільшено розмір кіраси;
- — У тім'яній частині шолома введено верхній ілюмінатор, що збільшує площу огляду;
- — Розширено діапазон регулювання оболонки, що збільшує площу огляду;
- — Введено ліктьові і щиколоточні шарніри;
- — Розроблені рукавички підвищеної рухливості і міцності;
- — Підвищена продуктивність костюма водяного охолодження;
- — Модифікований карабін страхувальної прив'язки і збільшений діапазон регулювання її довжини;
- — Збільшений тиск наддуву скафандра в аварійній ситуації;
- — Введено запасний насос, модернізована рація, встановлений патрон — поглинач вуглекислого газу підвищеної ємності.

Електроживлення, радіозв'язок, знімання телеметруючих параметрів здійснюється:
- — Автономно, від ранцевого блоку;
- — За допомогою електрофала (довжиною 25 м).

Для видалення вуглекислого газу використовується літієвий поглинальні патрон ЛП-6, що дозволяє перебувати в скафандрі протягом 6 годин. Крім того, шолом забезпечений опускаються протисонячних фільтром. Для роботи в тіні на шоломі є світильники. Експлуатувався в складі ОС «„Мир“» у 1988—1997 рр..
Всього було здійснено 56 парних виходів.
Гарантійний термін роботи скафандра «Орлан-М» — 4 роки, все обслуговування його відбувається на орбіті. Всього в скафандрах «Орлан-М» при польоті ОС «„Мир“» було виконано в 1997—2000 рр.. 18 виходів виходів у ВКП

## Орлан-М для МКС
Основні параметри скафандра — ті ж, що й у «Мировського» «Орлана-М»: робочий тиск всередині скафандра — 0.4 атм, атмосфера — киснева. У костюмі водяне охолодження, яке надівається космонавтом на тіло, температура може регулюватися в інтервалі 8-25 °С, температура вентилює газу 15-20 °С. Для видалення вуглекислого газу використовується літієвий поглинальні патрон ЛП-9, що дає можливість перебувати в скафандрі протягом 9 годин. У тім'яної частини шолома розташований ілюмінатор, що збільшує площу огляду. Крім того, шолом забезпечений опускаються протисонячних фільтром. Для роботи в тіні на шоломі є світильники.
В «Орланів-М» можуть працювати люди зростом від 165 до 190 см. Причому жінки-космонавтки також випробовували скафандр, і жінки, навіть досить тендітної тілобудови, вважають його зручним для роботи. У місцях згинів рук та ніг (плечі, лікті, коліна) стоять гермопідшипники; рукавички — знімні і виготовляються індивідуально. Для «продувки» вух при зміні тиску в скафандрі є спеціальний пристрій Вальсальви, яке можна використовувати і для чухання носа, де при тривалій безперервній роботі можливо скупчуванню поту. Адже доторкнутися рукою до особи в скафандрі неможливо.
На МКС передбачено використання як російських, так і американських скафандрів EMU (Extravehicular Mobility Unit). Причому виходи в «орланів-М» можливі як з російського стикувального відсіку «Пірс», так і з американської шлюзової камери Quest, а в американському скафандрі — тільки з Quest.
Основні відмінності EMU від «Орлана»:
- 1. Штатний тиск кисневої атмосфери в американському скафандрі 0.3 атм, а в російському, 0.4 атм;
- 2. Через більш високого робочого тиску для російського скафандра процедура десатураціі проводиться швидше і простіше — за 30 хвилин у скафандрі, в той час як для американського — до 12 годин на шлюзі або до 4-х годин у скафандрі;
- 3. «Орлан-М» розрахований на те, що космонавт може надягати і знімати його самостійно — у нього просто входять зі спини. Самостійно вдіти EMU без сторонньої допомоги проблематично, навіть якщо використовувати спеціальне пристосування;
- 4. Гарантійний термін роботи російських скафандрів — 4 роки, все обслуговування «Орлану» відбувається на орбіті; для EMU його фірма-виробник Hamilton Sunstrand визначила ресурс — 25 виходів протягом 180 днів, після чого потрібно спускати скафандр для наземного обслуговування;
- 5. «Орлан» — скафандр багаторозмірний, придатний для космонавтів зростом від 165 до 190 см; його рукава і штанини можуть регулюватися по довжині, отже, на орбіті можна підігнати скафандр під габарити конкретної людини. Для EMU існує 9 типорозмірів, використовується зазвичай 4 типорозміру, і якщо астронавти прилітають екіпажів сильно відрізняються за габаритами, то для них спеціально доводиться доставляти скафандр потрібного розміру або елементи м'яких оболонок з Землі;
- 6. Вага «Орлана-М» — 110 кг. За традицією, що йде ще з часів Корольова, — «полегшувати все, що можна полегшити», — для скафандрів використовувалися алюмінієві сплави, на відміну від EMU, значна частина деталей якого виконана з нержавіючої сталі. Вага американського скафандра — 136 кг без обладнання SAFER (Simplified Aid for EVA Rescue), одягається на скафандр для додаткової безпеки (ця невелика реактивна установка, що працює на стиснутому газі, служить для повернення до станції астронавта в тому випадку, якщо він відірвався від її поверхні);
- 7. Всі основні системи російського скафандра дубльовані: гермооболонки, вентилятори, водяні насоси, регулятори тиску в скафандрі, радіопередавачі, є запасний аварійний кисневий балон, кіраса і шолом дубльовані гумою, скло шолома подвійне і т. д. Американці вважають системи EMU цілком надійними, і в основному вони не дублюються.

Необхідно зауважити, що всі скафандри сімейства «Орлан» — орбітального базування і не повертаються на Землю для обслуговування і ремонту, а в процесі експлуатації показали високу надійність.
Підготовка скафандрів включає в себе пошук змінних елементів і установку їх на скафандрах, перевірку скафандрів і бортової системи стиковки, перевірку скидання телеметрії, сепарацію води, перевірку герметичності. Тренування в скафандрах проводиться перед першим виходом кожної експедиції.
За час польоту ОК «Мир» в експлуатації перебували скафандри:
- — «Орлан-ДМ» — 2 шт. з 11.04.1987 р. по 30.06.1988 р. (було виконано по 5 виходів у космос);
- — «Орлан-ДМА» — 10 шт. з 20.10.1988 р. по 20.10.2000 р. (113 виходів);
- — «Орлан-М» — 3 шт. з 29.04.1997 р. по 12.05.2000 р. (36 виходів).

## Галерея

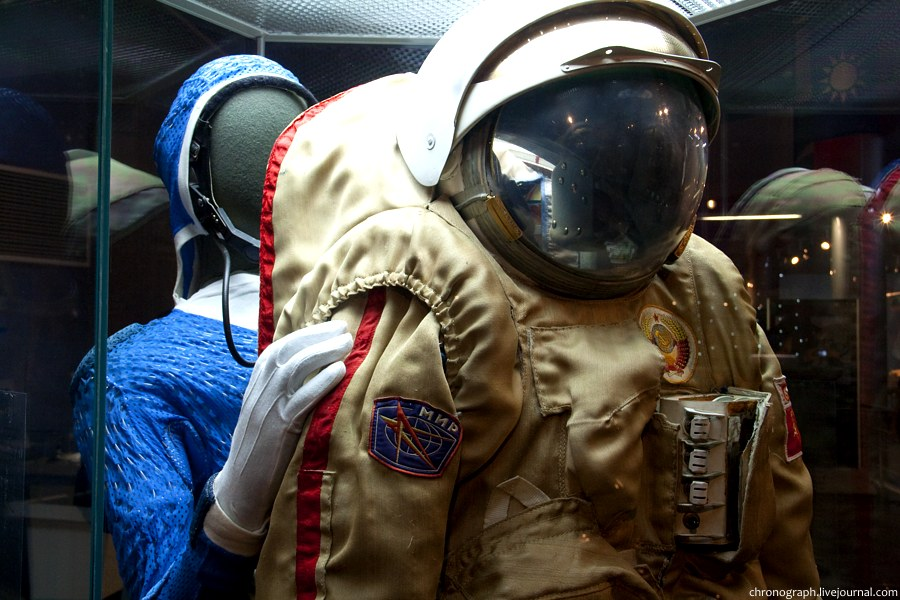
Орлан-Д
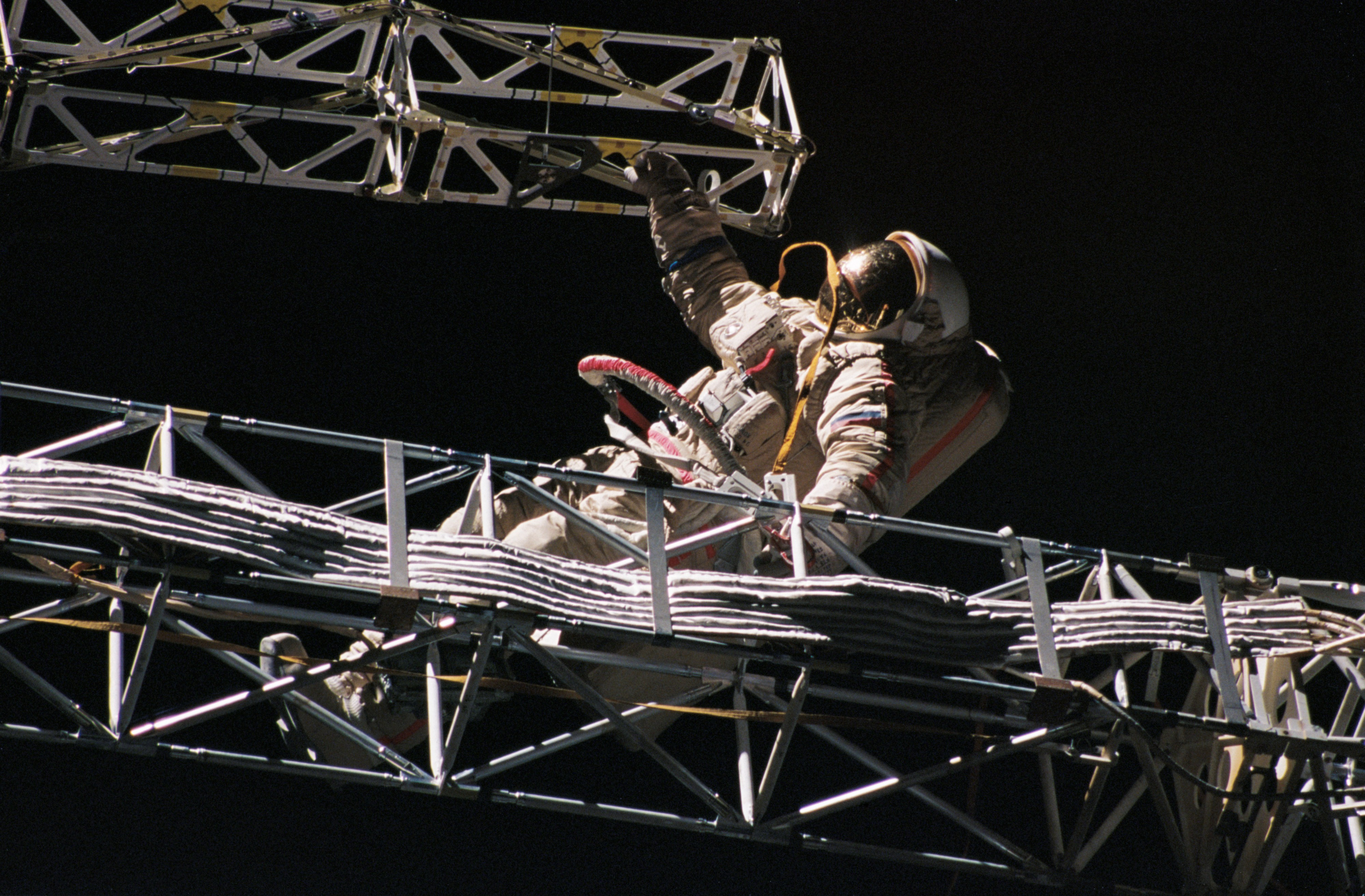
Орлан-ДМА
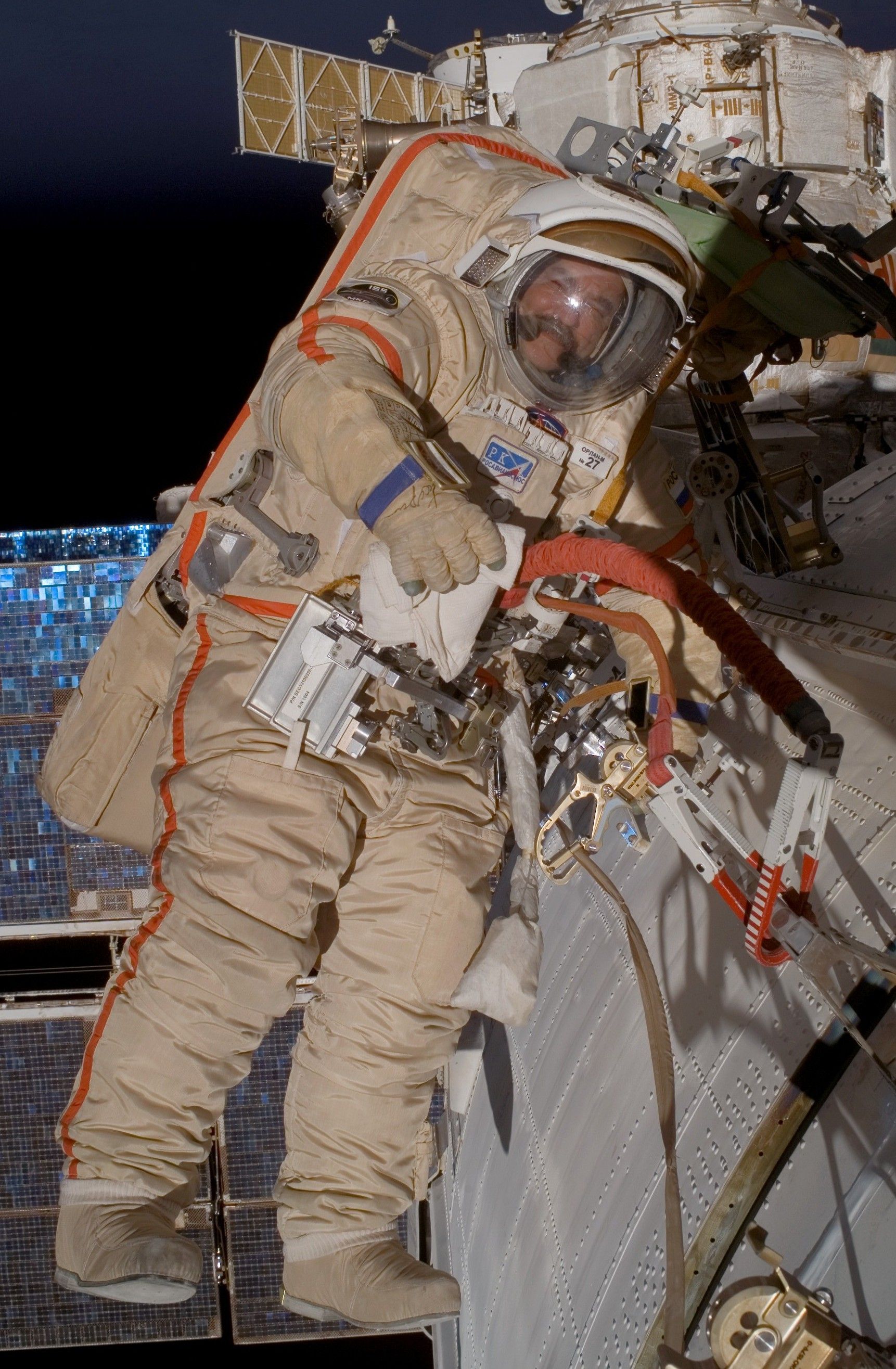
Орлан-М
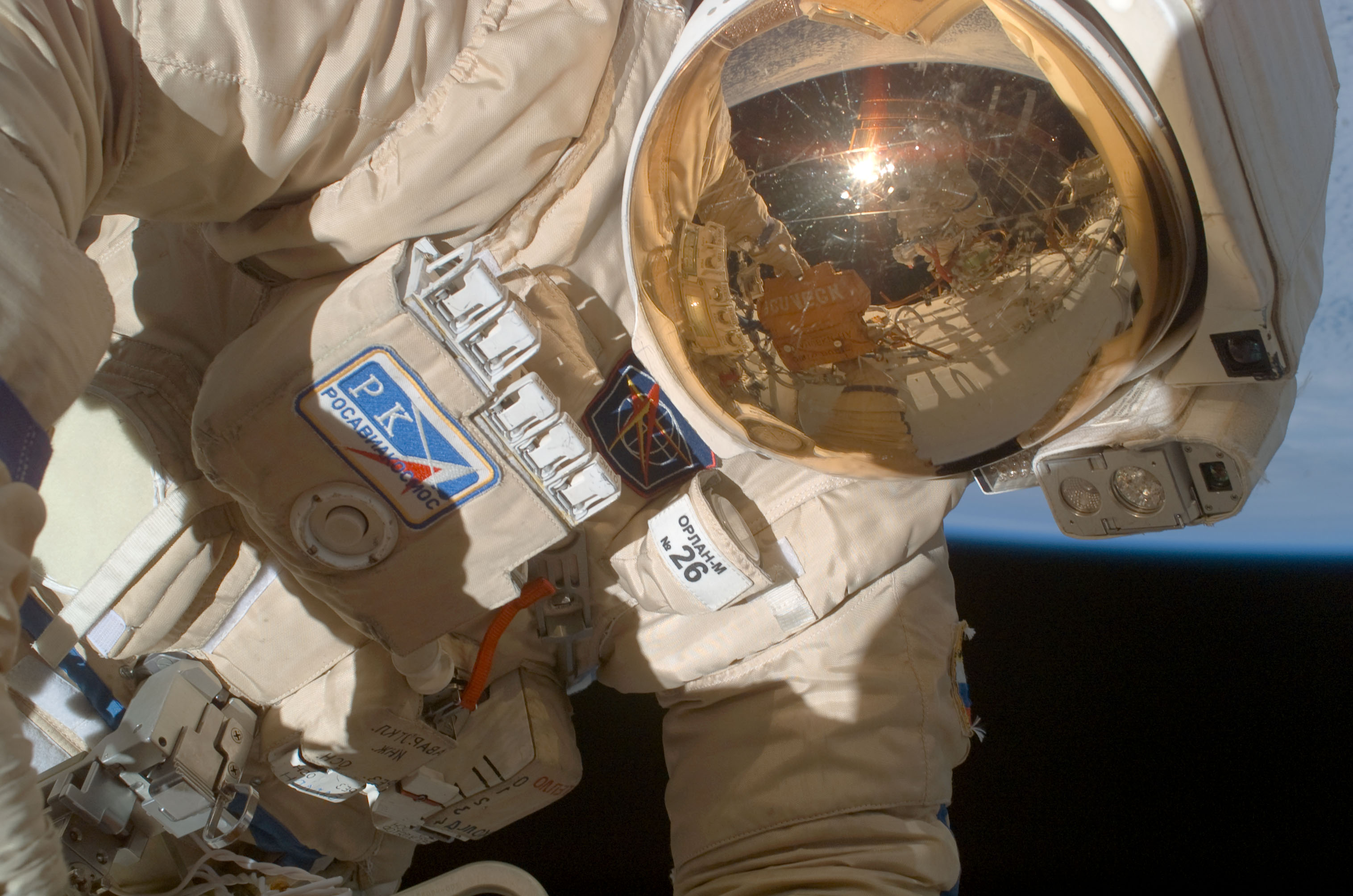
Орлан-М
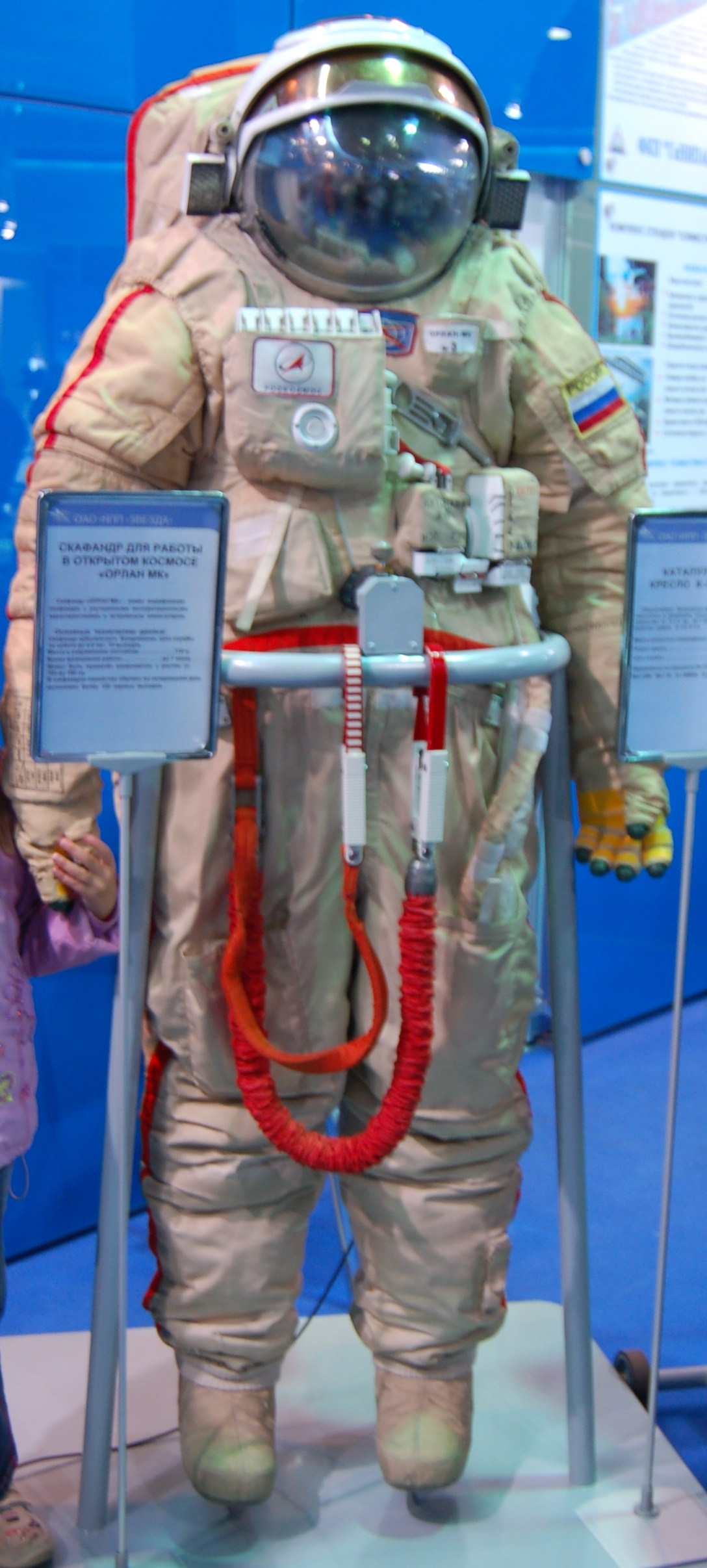
Орлан-МК